# Thiago Simões
Thiago Perez Simões (São Paulo, 2 de junho de 1980), conhecido por Thiago Simões, é um jornalista brasileiro. Atualmente trabalha como comentarista e blogueiro dos canais ESPN Brasil.

## Biografia
Formado em jornalismo e com passagem pela Rádio Jovem Pan, Thiago Simões é um dos comentaristas esportivos mais versáteis da televisão brasileira. Atua em partidas de futebol, hóquei sobre o gelo, críquete, hóquei sobre a grama e corrida de drones, nos canais ESPN Brasil. Thiago foi ex-jogador de futebol de salão, mas se aposentou precocemente devido a uma lesão crônica no tornozelo. Atuou por uma temporada no SPFC, jogando a Série Prata do Metropolitano. É casado e possui dois filhos.

## Futebol
Especializado em futebol, já participou de diversas transmissões de diferentes campeonatos, entre eles, o Campeonato Argentino, Eredivisie, Ligue 1, La Liga, Premier League, Serie A, MLS, Primera División de México, Bundesliga, Liga Sagres. Também participou de transmissões da Libertadores e Copa do Mundo. Thiago Simões é um dos integrantes do programa ESPN FC, que tem como pauta o futebol internacional. 

## Futebol Feminino
Thiago também é especializado em futebol feminino. Sua primeira participação foi em agosto de 2016, durante os Jogos Olímpicos do Brasil, no jogo entre Suécia e África do Sul. Desde então, participou de jogos da Eurocopa, NWSL, Campeonato Italiano, Campeonato Inglês e Libertadores. Thiago participa do programa Mina de Passe, da ESPN, que trata exclusivamente do futebol feminino. O programa foi vencedor do Festival Élan, como um dos cases mais inspiradores do Brasil.  

## Hóquei sobre o Gelo
Desde 2011 é o comentarista principal da NHL na ESPN. Junto com o narrador Ari Aguiar fez uma das duplas de maior longevidade no canal. No hóquei sobre o gelo acompanha a NHL, OHL, KHL e Champions Hockey League.
Durante uma urgência de escala teve que narrar um jogo inteiro de hóquei pela primeira vez nos canais ESPN. O confronto entre Dallas Stars e Vegas Golden Knights foi válido pelos Playoffs da temporada 2022/2023. Foram mais de 3 horas de transmissão, com o jogo sendo decidido na prorrogação.  

## Críquete
Thiago Simões tornou-se o primeiro comentarista brasileiro a trabalhar em uma partida de críquete transmitida na televisão brasileira. O jogo foi entre Paquistão e Índia, um dos maiores clássicos do mundo. A confronto foi válido pela Copa do Mundo T20, em 2022, e transmitida pelos canais ESPN. O comentarista seguiu nas análises até o final do torneio, também transmitido pela ESPN. 

## Hóquei sobre a grama
Thiago Simões foi o comentarista de hóquei sobre a grama da ESPN durante os Jogos Olímpicos de Londres (2012) e dos Jogos Olímpicos do Brasil (2016).

## Games
Apaixonado por games, Thiago possuiu uma coluna de jogos eletrônicos no KOTAKU e também no GIZMODO BRASIL e, em 2017, criou o canal MANIA GAMER TV, no Youtube. Mais recentemente escreveu para o Voxel, do Tecmundo. Também já fez análises de jogos para a antiga Revista EGW. 